# Faber Drive
Faber Drive — канадская поп-панк-группа образовавшаяся в Британской Колумбии.  Они гастролировали с такими группами, как Hedley, Marianas Trench, Simple Plan, Metro Station, The New Cities и Stereos. Группа очень популярна в Канаде.

## Участники группы

### Нынешнее участники
- Дэйв Фабер (Dave Faber) - ведущий вокал, ритм-гитара (2004–настоящее время)
- Джереми Лидл (Jeremy Liddle) - бас-гитара, бэк-вокал (2004–настоящее время)
- Джордан Притчет (Jordan Pritchett) - гитара, бэк-вокал (2009–настоящее время)
- Шеймус Онилл (Seamus O'Neill) - ударные, бэк-вокал (2012–настоящее время)

### Бывшие участники
- Рэй Булл (Ray Bull) - ударные, бэк-вокал (2004–2008)
- Дэвид Хинсли (David Hinsley) - гитара, бэк-вокал (2004–2008)
- Кэлвин Лехнер (Calvin Lechner) - ударные (2008–2009)
- Эндрю Стрико (Andrew Stricko) - ударные, бэк-вокал (2009-2012)

### Временные участники
- Зуббин Тхаккар (Zubbin Thakkar) - гитара, бэк-вокал (2008)

## Дискография

### Альбомы
- Seven Second Surgery[1] (2007)
- can'T keEp A SecrEt[2] (2009)
- Lost in Paradise (2012)

### Синглы
| Год  | Название                                                    | Позиция в чарте  | Позиция в чарте              | Альбом               | Сертификации        |
| Год  | Название                                                    | Canadian Hot 100 | Hot Canadian Digital Singles | Альбом               | Сертификации        |
| ---- | ----------------------------------------------------------- | ---------------- | ---------------------------- | -------------------- | ------------------- |
| 2007 | "Second Chance"                                             | 22               | 65                           | Seven Second Surgery | –                   |
| 2007 | "Tongue Tied"                                               | 17               | 21                           | Seven Second Surgery | Золото (Канада)     |
| 2008 | "When I'm With You"                                         | 19               | 38                           | Seven Second Surgery | Золото (Канада)     |
| 2008 | "Sleepless Nights (Never Let Her Go)(featuring Brian Melo)" | –                | –                            | Seven Second Surgery | –                   |
| 2009 | "G-Get Up and Dance"                                        | 6                | –                            | can'T keEp A SecrEt  | 2x Платина (Канада) |
| 2009 | "Give Him Up"                                               | 26               | –                            | can'T keEp A SecrEt  | Платина (Канада)    |
| 2010 | "You and I Tonight"                                         | 10               | –                            | can'T keEp A SecrEt  | –                   |
| 2010 | "The Payoff"                                                | –                | –                            | can'T keEp A SecrEt  | –                   |
| 2012 | "Do It In Hollywood"                                        | –                | –                            | Lost In Paradise     | –                   |
| 2012 | "Candy Store"                                               | 84               | –                            | Lost In Paradise     | –                   |

## Награды и номинации
| Год  | Номинированная песня | Награда                                                              | Результат |
| ---- | -------------------- | -------------------------------------------------------------------- | --------- |
| 2007 | «Tongue Tied»        | SOCAN No.1 song award                                                | Победа    |
| 2008 | «Second Chance»      | Canadian Radio Music Awards for Best New Group (Hot A/C) of the Year | Победа    |
| 2008 | «Second Chance»      | Juno for Best New Group of the Year                                  | Номинация |